# 平井氏
平井氏（ひらいし）は、日本の氏族のひとつ。
なお、別系統の甲斐源氏の平井氏については「甲斐平井氏」節で記述する。
京都の公家(地下家)で三宝院門跡坊官の平井氏で、美濃国加茂郡加治田村に移住した加治田平井氏についても記述する。

## 肥前平井氏の歴史
肥前平井氏は、中九州の大友氏、南九州の島津氏と並ぶ、鎌倉時代以来の三守護家で北部九州の大部分及び太宰府を統括した名族「少弐氏（武藤氏）」の一門（同族）である。
平井氏は千葉氏の家臣となり有馬氏に備えてこの地へ配されたことに始まり、15世紀の中頃には佐賀県の須古（杵島郡白石町）周辺を支配していたとされ、1万余騎を従える地域の一大勢力を誇り、当時の佐賀県で最大級とされる「須古城」、「杵島城」、「男島城」と三つの城郭群で構成される難攻不落の居城を有した。
婚姻により、大永5年（1525年）、杵島の地にいた平井経則は有馬氏に寝返り、千葉氏や本家少弐氏とも対立。後に北部九州の覇者となる龍造寺氏から永禄6年（1563年）から天正2年（1574年）までの間に4度に渡る「須古城の戦い」の攻防を受け天正2年（1574年）ついに落城し滅亡した。『肥陽軍記』では城主平井経治は切腹して果てたとしているが詳細は不明である。『直茂公譜』によると、残された遺児は鍋島直茂公により鍋島家で召し抱えられ、その末裔（まつえい）は蓮池鍋島藩に末長く仕えたという。
後に須古城は龍造寺氏の属城となり、龍造寺隆信が隠居すると移り住み居城とした。天正12年（1584年）龍造寺隆信は有馬・島津連合軍との戦いで討死したが、須古城は隆信の弟龍造寺信周の居城となり、須古鍋島家の祖となった。
現在、陽興寺（佐賀県杵島郡白石町）の須古鍋島家御霊屋北側に、平井一族の墓とされる宝篋印塔5基がある。

## 肥前平井氏の出自
平井氏は少弐氏から派生した氏族であり藤原北家秀郷流と称した武藤氏の系統である。それは平井経治の花押、署名が藤原姓としていることからも垣間見ることができる。しかし系図の中には藤原保昌の末裔とするもの、佐々木一族とするものもあり詳しいことは不明。

## 肥前平井氏歴代当主
1. 平井経氏　武藤豊前守
2. 平井経高　武藤神左衛門尉
3. 平井尚経　武藤豊前守
4. 平井盛秀　武藤神左衛門大夫
5. 平井経秀　平井山城守　刑部少輔
6. 平井経貞　平井豊前守　刑部少輔
7. 平井頼兼　須古高岳城（須古城）に移り住む
8. 平井経則　平井治部太輔　婚姻により有馬氏に従属
9. 平井経治　平井権大夫武蔵守　当代無双（その時代において比類無く優れている）の勇将として知られる
10. 平井直秀　須古男島城に住み討死
11. 平井経房　平井興市郎　改勘座衛門尉　室：鍋島直茂公御養女　百武志摩守女
12. 平井経清　百武姓を名乗る

## 甲斐平井氏
甲斐平井氏は、甲斐源氏の武田氏の庶流で、甲斐国八代郡上平井村（現在の山梨県笛吹市石和町上平井）を発祥とする一族で、九州の肥前平井氏とは無関係である。
初代は、源義清の次男の源清光（逸見冠者）の五男の清隆が平井氏を称したことに始まり、二宮氏とも称した、その子の隆頼から後は定かでない。平井氏は、戦国時代になると武田氏に従い各地の戦闘で活躍し、『日本城郭大系』によれば、『天正壬午武田諸士起請文』に、美濃の遠山衆「平井作左衛門」の名がみられる。城織部衆・土屋衆の中にも平井一族の名が記されている。
武田信玄の命により、平井光行(宮内少輔)と子の平井頼母は、美濃国土岐郡高山城に大将として派遣され、後に城主となったが、後に武田氏重臣の秋山虎繁の美濃・三河侵攻時に勃発した上村合戦において徳川・遠山側に付いて戦って敗北し、平井光行は武田方に捕えられて処刑された。
光行・頼母父子は、信濃国諏訪郡境村に移住した後、伊那郡に転住した平井家・平井出家の系統で、家紋は三ッ花菱・三ッ梶葉に鷹羽の打違い・三ッ柏を使用した甲斐平井氏の支流と思われる。
平井光行は、宮内少輔と称していたことから、後述する、加治田平井家の平井信正と同様に、元は京都御所に仕えていた平井氏の一族が、武田氏に招かれて家臣となって甲斐に居住していたとも考えられる。

## 地下家の平井氏
京都の公家(地下家)で源氏であり、三宝院門跡坊官・宮内卿・武将。

### 加治田平井家
平井信正は平井宮内とも称し、美濃の斎藤道三と関係が深く、道三とは御所に仕えていた高官であった時から縁故の仲であり、末子の斎藤利治(新五)とも繋がり、後に加治田衆の軍術（親衛隊）、加治田文化の発展の礎となった。
「一世信正　弱冠より後柏原院・後奈良院の両朝に仕え奉り宮内卿・・・（中略）、信正 軍術・和歌・連歌・蹴鞠に長ず。故に治隆 迎えて清水口に居らしめ、客として之を重んず。住みて此れに年あり。天正十三乙酉二月二十八日春秋 九十四才・・・、川原田に葬す。梅応院説日円居士。
その後、京都での戦乱を避け縁故により美濃国の斎藤道三の所へ寄寓した。しかし道三が子の斎藤義龍と不仲のため度々諫めたが和議とならなかったので、美濃国方県郡栗野郷に退いた。
天文16年（1547年）、道三は守護の土岐頼芸を攻めたが、信正は頼芸方について戦った。
弘治元年（1555年）の道三討伐では、道三の非道を憎んで反対の立場をとり、斎藤義龍方に加わった。
当時、加治田城主の佐藤紀伊守は、道三の末子の斎藤利治(新五)を養って娘を嫁していた。
佐藤紀伊守は、加治田城主を斎藤利治(新五)に譲り伊深村に隠居した。
斎藤利治(新五)は、信正が軍術、更には和歌・連歌・蹴鞠に長けていたので、人物を惜んで加治田城近くの白華山清水寺口に賓客として迎え入れ、利治と加治田衆は軍術から和歌・連歌・蹴鞠等の京文化を信正から学んだことで教養や知識を高めた。
これによって加治田文化が形成され大いに栄えた。
また加治田城の城下町は旧飛騨街道の宿場町となり、公家や商人による人々の往来により栄える事となった。
天正13年(1585年)2月28日、加治田村において94歳で死去した。岐阜県加茂郡富加村加治田にある白華山清水寺内に平井宮内石碑墓がある。
子の平井綱正は武士となって織田信長、後に羽柴秀吉に仕えた。小牧・長久手の戦いでは池田恒興に属し、恒興に猿投神社に戦勝祈願するように命じられ急行したが、途中現在の愛知県瀬戸市菱野で武具を狙う村人に襲撃され殺害された。
以後、菱野では悪病の流行に天災が重なり、夢枕に武士が立って猿投神社に連れて行くよう頼むなどの異変が起こったため、庄屋たちは霊を弔うため京都に行って武士の人形を作り、それを馬に乗せ村人が行列して猿投神社に祈願すると、異変は収まった。綱正の通称は梶田甚五郎といったため、村人は梶田神社を建立して霊を祀り、猿投神社まで人形（でく）の行列をする行事を毎年行うようになったのが、「菱野でく」（菱野おでく祭り）だという。
孫（三代目）の平井治房は元服の際、斎藤利治（治隆）の治の字を賜ったと加治田平井家の家譜にあるという。
江戸時代の中期に、京都で和歌や茶道を学んだ平井貞誠は加治田平井家の十一世である。